# Championnats du monde de VTT marathon 2009
Navigation
2008 2010
Les championnats du monde de VTT marathon 2009 ont lieu à Graz et Stattegg en Autriche le 23 août 2009.

## Classements

### Hommes
| Pos | Nom              | Pays           | Temps             |
| --- | ---------------- | -------------- | ----------------- |
| 1   | Roel Paulissen   | Belgique       | 4 h 34 min 36 s 8 |
| 2   | Alban Lakata     | Autriche       | + 0 min 51 s 3    |
| 3   | Christoph Sauser | Suisse         | + 4 min 39 s 8    |
| 4   | Christoph Soukup | Autriche       | + 5 min 54 s 7    |
| 5   | Wolfram Kurschat | Allemagne      | + 6 min 6 s 4     |
| 6   | Alekseï Medvedev | Russie         | + 7 min 13 s 2    |
| 7   | Dario Cioni      | Italie         | + 8 min 49 s 2    |
| 8   | Kevin Evans      | Afrique du Sud | + 9 min 3 s 0     |

### Femmes
| Pos | Nom                 | Pays       | Temps             |
| --- | ------------------- | ---------- | ----------------- |
| 1   | Sabine Spitz        | Allemagne  | 4 h 24 min 15 s 9 |
| 2   | Esther Süss         | Suisse     | + 0 min 1 s 7     |
| 3   | Petra Henzi         | Suisse     | + 2 min 51 s 9    |
| 4   | Erika Dicht         | Suisse     | + 4 min 33 s 9    |
| 5   | Elisabeth Brandau   | Allemagne  | + 10 min 30 s 5   |
| 6   | Pia Sundstedt       | Finlande   | + 13 min 9 s 1    |
| 7   | Monique Pua Sawicki | États-Unis | + 17 min 14 s 2   |
| 8   | Milena Landtwing    | Suisse     | + 20 min 36 s 4   |